# Mr. Iguana
Santiago Ibarra Calderón (Culiacán, 20 de julho de 1988), mais conhecido pelo seu nome de ringue Mr. Iguana, é um lutador profissional mexicano. Ele está contratado pela WWE e pela Lucha Libre AAA Worldwide (AAA).

## Carreira na luta livre profissional
Mr. Iguana fez sua estreia no circuito independente no México em 2009 e fez sua primeira aparição no CMLL em 11 de outubro de 2015. Ibarra criou o personagem Mr. Iguana inspirado no seu personagem do Playstation (ele escolheu o nome Mr. Iguana porque havia lutadores chamados Mr. Águila e Mr. Niebla); ele percebeu como as iguanas pulam, de forma semelhante aos lutadores profissionais El Santo e Blue Demon. Ele usa tinta verde no rosto inspirada nos lutadores Jeff Hardy e The Great Muta.
Ibarra assinou um contrato com a Lucha Libre AAA em 2020. Ele conquistou seu primeiro campeonato em 8 de dezembro de 2024, quando se tornou campeão mundial de duplas mistas da AAA durante um show televisionado em Monterrey, ao lado de La Hiedra.
Após a aquisição da Lucha Libre AAA pela WWE, Mr. Iguana foi anunciado para o evento conjunto Worlds Collide, formando uma equipe com Octagón Jr. e Aero Star para enfrentar o Latino World Order (Dragon Lee e Cruz Del Toro) e Lince Dorado, vencendo-os no evento. Após sua participação, Iguana se tornou extremamente popular e, como resultado, foi mostrado na plateia durante o Money in the Bank e no episódio seguinte do Raw.

## Títulos e prêmios
- KAOZ Lucha Libre
  - KAOZ Mixed Tag Team Championship (1 vez) - com Reina Dorada
  - KAOZ Tag Team Championship (1 vez, inaugural) - com Fresero Jr.
- Lucha Libre AAA Worldwide
  - AAA World Mixed Tag Team Championship (1 vez, atual) - com La Hiedra
- The Canna Pro Wrestling Show
  - Canna Pro Luchador Championship (1 vez, inaugural, final)